# Liste d'artistes de techno hardcore
Cet article est une liste non exhaustive d'artistes de techno hardcore par ordre alphabétique. La techno hardcore est un genre musical qui compte de nombreux sous-genres parmi les plus hard — comme le gabber, le breakcore, le digital hardcore, le terrorcore, le darkcore, le speedcore, le J-core, et l'uptempo  — en passant par les plus mélodieux comme le happy hardcore, le UK hardcore, et la makina. 
Cet article recense également les groupes et artistes ayant une certaine notoriété établie dans la scène, mais peu suffisante pour avoir leur propre article.

## Liste
- 3 Steps Ahead, musicien néerlandais de gabber et early hardcore (†)[1] ;
- Marc Acardipane, musicien allemand de techno hardcore, et pionnier du genre[2] ;
- DJ Akira, producteur chinois de techno hardcore ;
- Amnesys, musicien italien de mainstream hardcore[3] ;
- Angerfist, musicien néerlandais de mainstream hardcore ;
- AniMe, musicienne italienne de mainstream hardcore ;
- Art of Fighters, groupe italien de techno hardcore et mainstream hardcore ;
- Ascendant Vierge, groupe français de techno hardcore et gabberpop ;
- Atari Teenage Riot, groupe allemand de digital hardcore ;
- Bass-D and King Matthew, groupe néerlandais de gabber, actif dans les années 1990 et 2000 ;
- The Berzerker, groupe australien de grindcore et gabber ;
- Buzz Fuzz, musicien néerlandais de techno hardcore ;
- Charly Lownoise et Mental Theo, musiciens de happy hardcore ;
- Chosen Few, producteur de disc jockey de techno hardcore ;
- Critical Mass, groupe néerlandais de happy hardcore ;
- Ralphie Dee, musicien américain de musique électronique[4] ;
- Delta 9, musicien américain d'industrial et mainstream hardcore ;
- The Destroyer, musicien italien de speedcore ;
- Dione (alias E-Noid, SRB), musicien néerlandais de mainstream hardcore ;
- Dougal et Gammer, musiciens britanniques de UK hardcore ;
- DaY-már, musicienne néerlandais de mainstream hardcore[5] ;
- Dyprax, musicien néerlandais de mainstream hardcore ;
- Paul Elstak, musicien néerlandais de mainstream hardcore, uptempo et happy hardcore ;
- Evil Activities, musicien néerlandais de mainstream hardcore ;
- Gabba Front Berlin, groupe allemand de gabber, actif dans les années 1990 ;
- Gangstar Toons Industry, groupe français de early hardcore actif dans les années 1990 ;
- Gerard Requena, musicien espagnol de makina et trance ;
- Hysta, disc jockey française d'uptempo[6],[7] ;
- Javi Boss et DJ Juanma, musicien espagnols de mainstream hardcore (autrefois publiés chez Central Rock) ;
- Joost Klein, musicien néerlandais de gabberpop ;
- Krankšvester, groupe hongrois de happy hardcore et hip-hop ;
- Liza 'N' Eliaz, musicienne belge de speedcore et techno hardcore (†)[8] ;
- DJ Mad Dog, musicien italien de mainstream hardcore et downtempo ;
- Manu le Malin, musicien français de techno et industrial ;
- MC Remsy, MC néerlandais de happy hardcore, connu pour avoir participé au morceau Good to Go du groupe Flamman & Abraxas (4e place des charts néerlandais[9]) ;
- M1dy, musicien japonais de speedcore ;
- Nitrogenetics, groupe néerlandais de mainstream hardcore ;
- Noize Suppressor, musicien italien de mainstream hardcore ;
- The Outside Agency, groupe néerlandais de techno hardcore ;
- DJ Plague, musicien canadien de terrorcore et speedcore ;
- Tha Playah, musicien néerlandais de mainstream hardcore ;
- Partyraiser, musicien néerlandais de techno hardcore et uptempo ;
- The Prophet, musicien néerlandais de mainstream hardcore et hardstyle ;
- REDALiCE, musicien japonais de J-core, fondateur du label Hardcore Tano*C ;
- RoughSketch, artiste japonais de J-core et techno hardcore ;
- Kōsuke Saitō (alias Teranoid), musicien japonais de J-core ;
- Scott Brown, musicien et disc jockey écossais de techno hardcore et UK hardcore ;
- DJ Sharkey, musicien britannique de happy hardcore et UK hardcore ;
- DJ Sharpnel, artiste japonais de J-core ;
- Omar Santana, musicien américain de techno hardcore, hip-hop et breakbeat ;
- S'Aphira, musicienne néerlandaise de techno hardcore ;
- Tieum, musicien français de mainstream hardcore ;
- Tommyknocker, musicien italien de mainstream hardcore ;
- Unexist, musicien italien de mainstream hardcore ;
- Venetian Snares, musicien canadien de breakcore.